# Величков, Михаил
Михаил Александров Величков (болг. Михаил Александров Величков; 13 ноября 1917, София — 29 августа 1993, там же) — болгарский писатель
, драматург, редактор.

## Биография
Литературным творчество стал заниматься ещё учеником Первой Софийской классической гимназии. Был членом общества «Ученически подем».
В 1941 году окончил юридический факультет Софийского университета. В 1942—1943 годах изучал курс театрального искусства в Вене и Берлине.
Член БКП. После прихода к власти коммунистов в 1944 году работал редактором в издательстве «Народна младеж» и главным редактором «Профиздата».
М. Величков — автор более 40 пьес, некоторые из которых были переведены на 13 европейских языков.
Лауреат нескольких международных премий.

## Избранные произведения
- Четирима герои в една трагедия (Трагедия, 1945)
- Няколко думи за естрадните представления (Пьеса, 1946)
- Митинг в 6 часа (Фарс, 1946)
- Дълъг зъб (1962)
- В края на нощта (Драма, 1966)
- По време на една забава (Радиопьеса, 1968)
- Дългото мълчание (Драма, 1975)
- Едно момиче ходи по вълните (Пьеса, 1977)
- Спирката (Пьеса, 1977)
- Понякога големите сини крила (Пьеса, 1984)
- Може би утре, може би вчера (Пьеса, 1984)
- Нощ и нежен блус (Пьеса, 1984)
- Театър Избрани пиеси (Пьесы в 2-х томах)
- Длинный клык (сатирический роман)